# 宣平縣 (河北省)
宣平縣是今河北省境內存在過的一個縣。
金朝承安二年（1197年），以宣德县大新镇置，治所在今河北省怀安县东左卫西。属宣德州。元朝时徙治今怀安县东左卫。明朝洪武初省。